# Montana (obchtina)
Montana (bulgare : Медковец) est une obchtina de l'oblast de Montana en Bulgarie.